# Dianthus stepanovae
Dianthus stepanovae är en nejlikväxtart som beskrevs av Vyacheslav Yuryevich Barkalov och Prob. Dianthus stepanovae ingår i släktet nejlikor, och familjen nejlikväxter. Inga underarter finns listade i Catalogue of Life.